# Jahan Xah Bahadur
Jahan Xah, Jahan Shah, Jahan Shah Bahadur, Jahan Shah Jaku o Jahan Xah Barles- (+ 1405) fou un amir mongol de Transoxiana, que va servir primer sota Amir Husayn i després sota Tamerlà. Era fill de Jaku Barles i pare d'Ali Burunduk (i altres fills).

## Biografia
El 1367 durant la guerra civil manava quatre mil homes que foren atacats per Tamerlà; les forces de Jahan Shah foren dispersades i Tamerlà va fer molt de botí. Poc després es va canviar de bàndol i fou ben rebut per Tamerlà. El 1381 Tamerlà va enviar a Jahan Shah +cap a Nixapur i Sabzawar i ell mateix personalment es va dirigir a Tus, capital del tuman dels Ja'un-i Qurban. Ali Beg ibn Arghun Shah quan ho va saber va fer immediata submissió. En la campanya de Mogolistan del 1383, Jahan Shah va reagrupar deu mil homes per combatre a Kamar al-Din; el van buscar intensament però no van aconseguir trobar-lo i van haver de tornar a Samarcanda a la tardor. El 1384 Tamerlà es va dirigir cap a Kandahar i va enviar per endavant a Jahan Shah Bahadur, Mubashir i Iskandar-i Shaykhi que inicialment nomes havien començat a preparar el setge però van veure una oportunitat i van assaltar la ciutat per sorpresa i se'n van apoderar. El governador fou fet presoner i enviat a la cort de Tamerlà on fou penjat. Tamerlà va concedir diversos regals a Jahan Shah Bahadur i el va enviar a Kalat, ciutat al sud de Kandahar que l'amir va assetjar i va assaltar diverses vegades, a voltes avançant i altres sent rebutjat; finalment amb la progressiva destrucció de les muralles, va poder entrar a la ciutat i va arrasar tots els edificis.
El seu pare Jaku Barles, governador de Kabulistan i dependències, va morir el hivern del 1384 i aquest govern fou concedit al seu fill Jahan Shah Bahadur. En la campañnya contra els Kara Koyunlu del 1387 Tamerlà el va enviar amb tropes d'elit, que van assolar molts territoris però no van poder trobar ni enfrontar a Kara Mehmed
El 1388, mentre Muhammad Mireke es revoltava prop de Samarcanda, Jahan Shah havia sortit de Kunduz per anar a reunir-se a les forces imperials amb els tumans de Borolday, Taikan i Apardi i a Balkh es va reunir amb les tropes de la zona manades per l'amir Yadghiar Barles. Poc després els Boralday es van revoltar i van tornar enrere. Jahan Shah els va seguir i els va trobar a Bakelan i els va atacar i derrotar. Jahan Shah va tenir noticies aleshores de la revolta de Mireke, i que aquest estava acampat a Hisar Shadman. Va enviar a Khoja Yusuf a Arhanq por dirigir les tropes de la zona i a Pir Alitaz per portar les tropes que havien quedat a Balkh. Havien quedat reunirse al Jihun i Jahan Shah va arribar primer; però a la nit Junayd Borolday (nebot de Borolday), el seu germà Baiazet Borolday i Ali Akbar es van revoltar amb els esquadrons que dirigien, uns tres mil homes. Van atacar a Jahan Shah, que després de la deserció dels rebels s'havia quedat nomes amb 60 homes; Jahan Shah va resistir l'atac perquè havia rebut un correu que l'avisava de la imminent arribada de Khoja Yusuf. Aquest va arribar al capvespre i poc després Pir Alitaz, i tot i que encara estaven en inferioritat, van poder derrotar els enemics. Els vencedors van acampar llavors a Kunduz mentre els rebels es van retirar cap al Hindu Kush, que van creuar, arribant a Kabul on el governador local Abu Said Bisud, es va unir als revoltats. Durant aquell any va fer algunes operacions contra els rebels.
En la campanya del Mogolistan del 1389 Tamerlà va enviar a Jahan Shah i Utx Kara Bahadur a la zona del Irtish amb 30.000 soldats a cavall i es van dividir en dos parts seguint cada part per un costat del riu, fent incursions a les petites illes al mig del riu; es van fer molts presoners una part dels quals fou executada i la resta enviada al campament de l'emperador, i es va agafar força bestiar. Va participar en algun altre combat al Mogolistan. En el kurultai de 1390 fou un dels tavachis que va preparar l'exèrcit. El 1392 va reunir les tropes del Bakelan amb les que es va incorporar a l'exèrcit de Tamerlà a Kabushan al Khurasan (província mongola). El 1393 es va reunir amb Tamerlà a la plana d'Hamadan i a finals d'any altre cop a Harbi a l'Iraq; Yazdi diu que els amirs havien establerts les lleis de Genguis Kan a l'Iraq Arabí i havien imposat la obediència als caps de tribu i prínceps, matant molts àrabs sobretot als que atacaven caravanes de pelegrins, i saquejant els seus territoris. En l'atac a Amida (Armènia), Tamerlà va enviar a Jahan Shah per endavant i hi va anar personalment el 3 de maig de 1394, presentant-se davant d'Amida o Diyar Bakr, fortament fortificada, el 5 de maig de 1394. La fortalesa fou conquerida l'endemà. Poc després va acompanyar al príncep Burhan Aghlan (cap de la cavalleria) a perseguir a Kara Yusuf, però no el van trobar. Encara el 1394 Tamerlà va enviar als amirs Burhan Aghlan, Hajji Saif al-Din Barles, Jahan Shah Bahadur i Osman Bahadur a Samtskhe per saquejar sistemàticament les terres no musulmanes; separats en diversos cossos els amirs van devastar una part de Geòrgia. Ja en la sortida del país, a la plana de Shaki (Azerbaidjan), Tamerlà va enviar als amirs Jahan Shah Bahadur i Hajji Saif al-Din Barles a saquejar les terres d'un príncep georgià anomenat Bertaz; van assolar les seves planes i muntanyes i van fer presoners als habitants als que van portar com esclaus al campament. El 1395, en la campanya del Caucas, quan eren al Kuban, Tamerlà va enviar als prínceps Miran Shah i Muhammad Sultan i a l'amir Jahan Shah a devastar les terres dels circassians; els prínceps circassians es van rendir sense oposar gairebé cap resistència i els seus territoris foren saquejats.
El 1395 fou enviat al setge d'Alinjak però el juliol del 1396 Tamerlà el va fer deixar el setge a l'amir Sanjar i a Saif al-Din Barles, i anar amb el príncep Muhammad Sultan cap a Fars. Muhammad Sultan va sotmetre tota la costa del golf Pèrsic fins a l'estret d'Ormuz: va informar que havia seguit la via de Darabjirdi, després Tarum o Tarim (Fars), acompanyat de Jahan Shah i Saif al-Din Barles (però aquest es va haver de quedar malalt a Kerbal) arribant fins a Hormuz, exterminant a tots els que se li oposaven; allí se li va unir el príncep Rustem procedent de Kazerun i Fal.
En la campanya de l'Índia del 1398, juntament amb Saif al-Din Barles, va dirigir els destacaments per saquejar el gra de tota la rodalia de Delhi. Va estar en la victòria de Delhi. El 1399 va participar en la lluita a les muntanyes Sualek. Jahan Shah i Sulayman Shah van participar en la devastació del país de Lahore ordenada per Tamerlà en revenja perque Shikai Kuker s'havia revoltat; van participar en la conquesta de Lahore i van fer presoner a Shikai Kuker i es va fer considerable botí. A la tornada a Samarcanda Tamerlà es va allotjar el 8 d'abril al kishlak de Jahan Shah.
El 1400 es va fer una nova campanya a Geòrgia en que Jahan Shah va dirigir l'ala esquerra de l'exèrcit. En el mateix any, durant la campanya de Sivas, juntament amb Sulayman Shah va perseguir als otomans que es retiraven de la ciutat; els van atrapar una mica més enllà de Kaysariya o Kayseri (Cesarea de Capadòcia) i els van derrotar retornant al camp imperial amb abundant botí. No obstant uns 3000 otomans van aconseguir fugir. Després Jahan Shah va sotmetre les ciutats otomanes del Eufrates fins a Kiakhta i va assolar tota la zona
El 1401 Jahan Shah fou enviat a Alinjak amb ordres de apoderar-se definitivament d'aquesta fortalesa i després fer una ràtzia a Geòrgia; Alenjik ja estava assetjada per tropes timúrides sota l'amir Muhammad Daruga (amir de Miran Shah) i Firuz Shah (amir de Xah Rukh (timúrida)); la guarnició estava al límit ja que no disposaven ja de menjar i estaven feia temps menjant cuiro i coses similars per enganyar la gana, i finalment es van rendir. Arribat a Awnik va saber que Alinjak s'havia rendit i es van dirigir directament cap a Geòrgia que va començar a devastar. El rei Jordi VII va escriure a l'amir i als prínceps timúrides que anaven amb ell protestant, al·legant que no hi havia motiu per la incursió ja que ell mateix era un dels mes fidels servidors de Timur; els prínceps van decidir aturar-se i esperar ordres de Tamerlà
El 1402 el príncep Abu Bakr ibn Miran Shah i l'amir Jahan Shah es van dirigir cap a Bagdad i van bloquejar tots els accessos. El sultà Ahmad ibn Uways fou sorprès completament; va fugir en camisa, amb el seu fill Tahir ibn Ahmad i alguns soldats, va pujar a un vaixell i es va dirigir a Hilla. Al dia següent Jahan Shah el va empaitar però ja Ahmad havia marxat a la zona del baix Eufrates a les illes Khaled i Malek i Jahan Shah va desistir d'anar tant lluny. Poc després és citat participant en la conquesta de Kemakh i el 28 de juliol de 1402 participava a la batalla d'Ankara sent un dels comandaments de l'avantguarda. El dia 3 d'agost ja estava a Brusa perseguint a Sulayman Celebi, el fill de Bayazid I. El seu cos va arribar a Maghnisa i des de allí va fer una incuursió per assolar Berghama. En la tornada Jahan Shah amb el comandament (supeditat al príncep Muhammad Sultan) de l'exercit de la dreta, va anar per Tokat i Amasya.
El 1404 va participar en la campanya de Gilan. El anomenat imperi d'Hulagu (Azerbaidjan i l'Iraq Ajamita) havia estat concedit al príncep Muhammad Umar i Tamerlà va designar a Jahan Xah com el seu principal conseller i amir, tot i que als darrers anys estava completament alcoholitzat.
Muhammad Umar va rebre queixa dels habitants de Nakhitxevan de que una partida d'homes s'havia apoderat d'Alinjak i feia incursions per la comarca va cridar a Alatagh al amir Jahan Xah i ell va tornar a Tabriz després d'ordenar a Jahan Xah de destruir la fortalesa; després d'un temps a Tabriz va tornar al Karabagh per passar el hivern on va arribar el 5 de desembre de 1404. Prop de la primavera es va assabentar de la mort de Tamerlà. Només saber-se alguns amirs van començar a conspirar per agafar posicions de preferència. Van convèncer a Jahan Xah, que estava borratxo la major part del temps, de fer executar alguns cortesans entre els quals el naib Mawlana Kutb al-Din Awbahi. Muhammad Umar va reaccionar immediatament, va ordenar atacar a Jahan Xah que després d'un intent de resistència va acabar fugint. Perseguit fou atrapat, fet presoner i executat per un fill d'un dels cortesans assassinats.
Un altre amir amb el mateix nom va servir a Xah Rukh i va lluitar a Ghur i Garmsir (1405-1406). Encara se l'esmenta el 1415 i 1416.